# Castelbelforte
Castelbelforte é uma comuna italiana da região da Lombardia, província de Mântua, com cerca de 2.602 habitantes. Estende-se por uma área de 22 km², tendo uma densidade populacional de 118 hab/km². Faz fronteira com Bigarello, Erbè (VR), Roverbella, San Giorgio di Mantova, Sorgà (VR), Trevenzuolo (VR).

## Demografia
| Variação demográfica do município entre 1861 e 2011                               |
|                                                                                   |
| Fonte: Istituto Nazionale di Statistica (ISTAT) - Elaboração gráfica da Wikipedia |